# Valandovo
Valandovo (în macedoneană Валандово) este un oraș din Republica Macedonia.